# Maureçargues
Maureçargues (en francès Mauressargues) és un municipi francès situat al departament del Gard i a la regió d'Occitània.